# Ludwig Diemer
Ludwig Diemer (* 5. Dezember 1828 in Heidelberg; † 29. April 1894 in Karlsruhe) war ein deutscher Architekt und Baubeamter, der insbesondere durch seine Tätigkeit in der staatlichen badischen Kirchbauverwaltung Bedeutung erlangte.

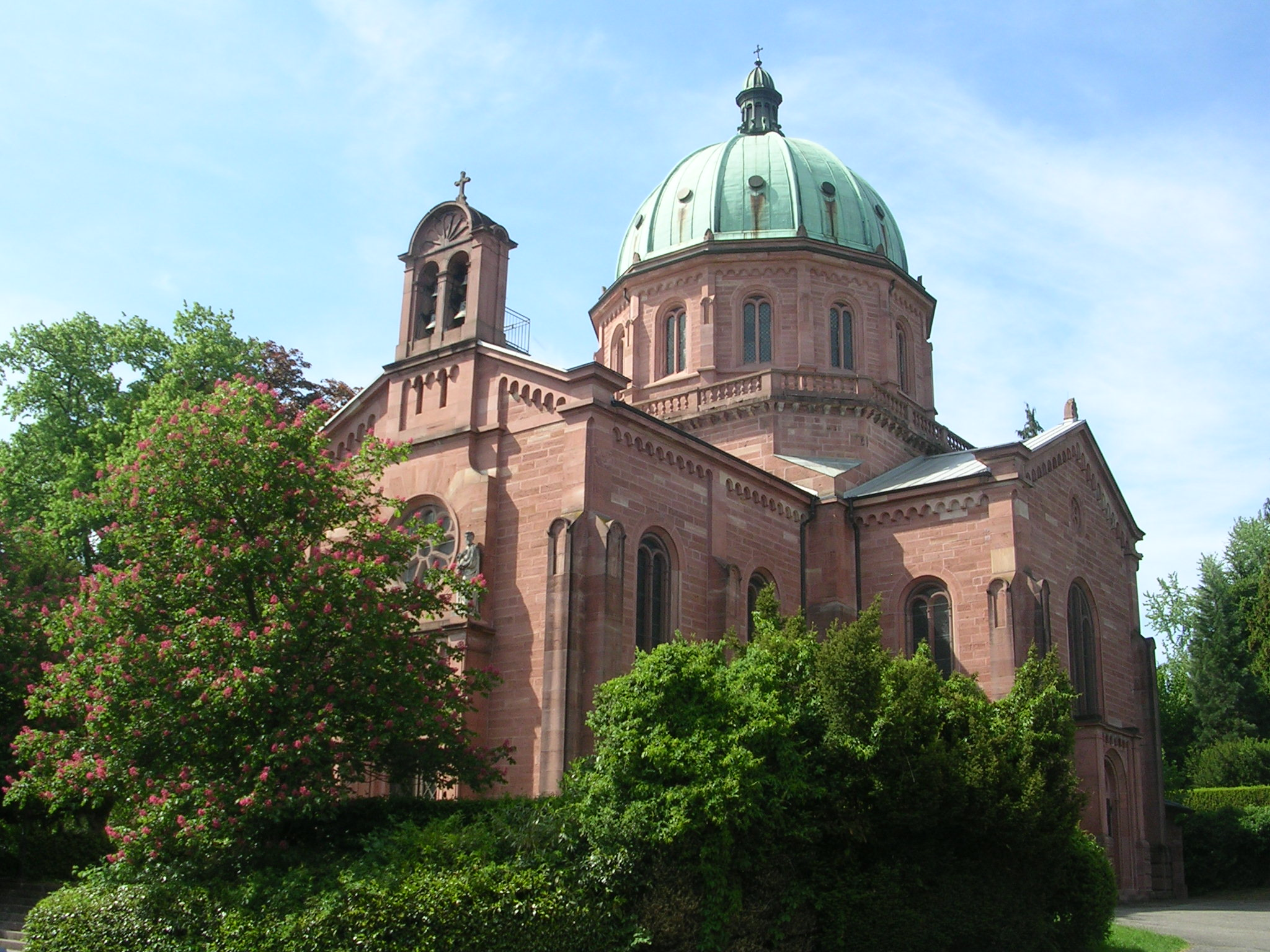
Evangelische Christuskirche in Lahr

Diemer studierte an der Polytechnischen Schule Karlsruhe, wo er der Burschenschaft Teutonia beitrat. Von 1858 bis 1860 bereiste er Italien und Griechenland. Während seiner Reisen fertigte er Aquarellbilder bedeutender Bauwerke an. Nach seiner Rückkehr war er längere Zeit Assistent von Heinrich Hübsch, bei dem er zuvor studiert hatte.
Im Jahre 1864 wurde Diemer zum Vorstand der großherzoglichen Bezirksbauinspektion in Donaueschingen ernannt. Im darauf folgenden Jahre erhielt er einen Ruf als Leiter der evangelischen Kirchenbauinspektion in Karlsruhe. Diemer leitete die Renovierung der Kirchen in Lahr (Stiftskirche Lahr), Pforzheim (Martinskirche) und Kenzingen. Unter seiner Leitung entstanden Kirchenneubauten in Lahr (Christuskirche), Eppingen, Sulzfeld, Rheinbischofsheim, Freiburg im Breisgau (Christuskirche), Ettlingen, Gaggenau und Karlsruhe (Johanniskirche).